# Nederlandse kampioenschappen schaatsen afstanden 1991 - 5000 meter vrouwen
De 5000 meter vrouwen op de Nederlandse kampioenschappen schaatsen afstanden 1991 werd gehouden op de ijsbaan Kennemerland (Haarlem) in maart 1991. Titelverdedigster was Hanneke de Vries, die de titel pakte tijdens de Nederlandse kampioenschappen schaatsen afstanden 1990.

## Statistieken

### Uitslag
| #      | Schaatser              | Tijd    |
| ------ | ---------------------- | ------- |
| Goud   | Lia van Schie          | 8.02,41 |
| Zilver | Hanneke de Vries       | 8.11,54 |
| Brons  | Esmeralda Ossendrijver | 8.22,67 |
| 4      | Harlekien Kruyer       | 8.24,31 |
| 5      | Henriëtte Vooys        | 8.24,52 |
| 6      | Marjan Mager           | 8.36,63 |

## Uitslag
- Uitslagen NK Afstanden 1991 op SchaatsStatistieken.nl

1987 · 
1988 · 
1989 · 
1990 · 
1991 · 
1992 · 
1993 · 
1994 · 
1995 · 
1996 · 
1997 · 
1998 · 
1999 · 
2000 · 
2001 · 
2002 · 
2003 · 
2004 · 
2005 · 
2006 · 
2007 · 
2008 · 
2009 · 
2010 · 
2011 · 
2012 · 
2013 · 
2014 · 
2015 · 
2016 · 
2017 · 
2018 · 
2019 · 
2020 · 
2021 · 
2022 · 
2023 · 
2024 · 
2025